# Juhani Lagerspetz
Juhani Henrik Lagerspetz, född 12 juli 1959 i Åbo, är en finländsk pianist. 
Lagerspetz studerade först för Matti Haapasalo vid Åbo konservatorium och därpå för Eero Heinonen dels privat, dels 1975–1977 vid Sibelius-Akademin. År 1975 segrade han i Ilmari Hannikainen-tävlingen för unga pianister, 1976 vann han delat första pris i Maj Lind-tävlingen. Lagerspetz studerade 1977–1979 vid konservatoriet i Leningrad, och 1982 fick han ett specialpris i Internationella Tjajkovskijtävlingen i Moskva. Sedan 1983 är han lektor vid Sibelius-Akademin. 
Lagerspetz, som tillägnat sig de bästa sidorna av den ryska pianistskolan, har en osedvanligt omfattande repertoar, vars tyngdpunkt är pianokonserter av Maurice Ravel, Johannes Brahms, Sergej Rachmaninov, Dmitrij Sjostakovitj, Uuno Klami och Selim Palmgren. Som kammarmusiker och ackompanjatör är han mycket eftersökt; hans förmåga att spela a prima vista är legendarisk. Hans skivinspelningar omfattar bland annat  Edvard Griegs samtliga pianoverk och Brahms cellosonater tillsammans med Truls Mørk.